# Schlacht bei Leveste
Die Schlacht bei Leveste wurde am 25. Juli 1373 zwischen den Truppen von Herzog Magnus II. von Braunschweig-Lüneburg und den Truppen des Schaumburger Grafen Otto I. bei Leveste ausgetragen. Die Schlacht endete mit dem Sieg der schaumburgischen Armee.

## Vorgeschichte
Die Schlacht entschied die Fehde zwischen Herzog Magnus II. und seinem Schwager Graf Otto I. Der Anlass für die Fehde war, dass Herzog Magnus widerrechtlich und gewaltsam Güter vorenthielt, die der Gemahlin des Grafen gehörten. Diesen Raub wollte der Graf nicht hinnehmen und verbündete sich mit Herzog Albrecht von Sachsen, der auch in Fehde mit Herzog Magnus II. lag. Otto I. und Albrecht von Sachsen sammelten ihre Truppen und zogen nach Pattensen mit seiner Burg Pattensen, um es zu besetzen. Während der Belagerung von Pattensen schickte Graf Otto seinen Vasallen Otto von Eberstein mit einem kleinen Reiterheer auf Kundschaft aus, um die feindliche Armee zu erkunden. Nach nur wenigen Tagen sichtete von Eberstein die Armee von Herzog Magnus bei der Burg Ricklingen. Er fand heraus, dass Magnus nicht, wie von Otto I. vermutet, Pattensen entsetzen wollte. Magnus wollte offenbar mit seiner Armee über Leveste nach Goltern ziehen, um das Schaumburger Land zu verwüsten. Graf Otto ließ daraufhin von Pattensen ab und zog über Weetzen nach Leveste, um dort die Braunschweiger abzufangen.

## Verlauf
Am 25. Juli 1373 trafen die beiden Heere bei Leveste aufeinander, wobei die Schaumburger von Süden kamen und die Braunschweiger von Norden. Die Schlacht begann vermutlich mit einem großen Ansturm der Schaumburger Kavallerie, der die Braunschweiger Reihen lichtete. In dem darauffolgenden Chaos kam es zu einem Duell der beiden Heerführer. Es gelang dem Herzog Magnus II., Otto I. aus dem Sattel zu heben. Als dieser sah, dass der Graf auf dem Boden lag, sprang der Herzog vom Pferd und wollte dem Grafen den Todesstoß verpassen. Ein Schildknappe namens Hans von Weihen hinderte den Herzog daran und stieß ihm ein Stoßschwert durch sein Genick. Dies soll so tief erfolgt sein, dass es angeblich auf der anderen Seite seines Halses wieder heraus kam. Ohne die Führung durch ihren Herzog löste sich die Schlachtreihe der Braunschweiger schnell auf und es kam zur Flucht. Der Leichnam des Herzogs wurde mit dem schaumburgerschen Heer mitgeführt, eine Nacht in der St.-Jakobi-Kirche in Rodenberg aufgebahrt und dann nach Braunschweig überführt.

## Nachwirkungen

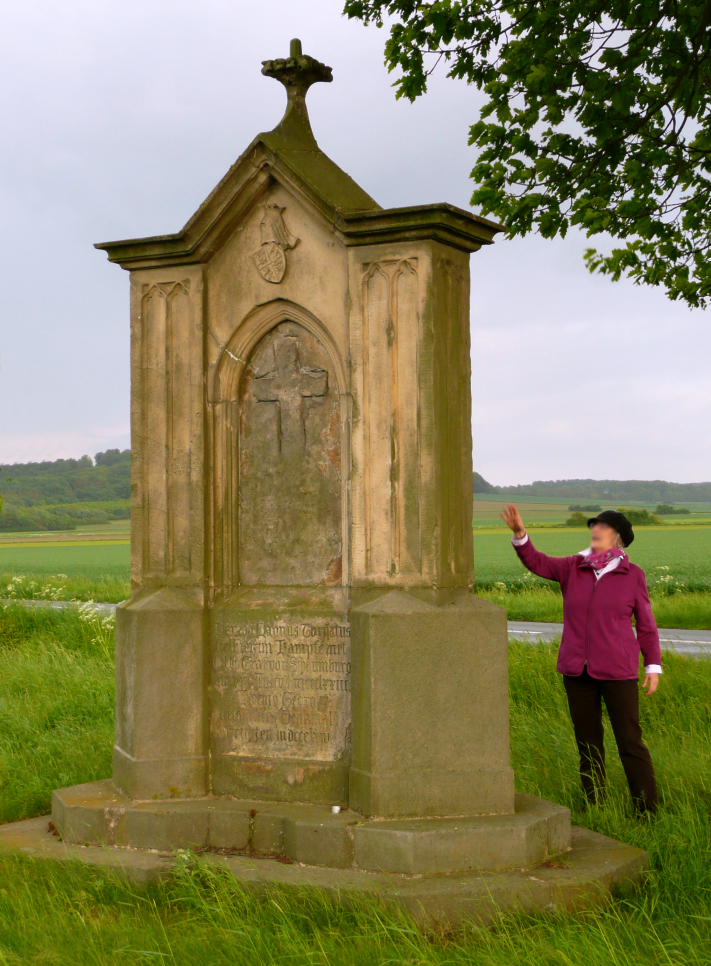
Magnus-Denkmal bei Leveste für den in der Schlacht getöteten Herzog Magnus II.

An der Todesstelle von Herzog Magnus II. wurde zu seinem Gedenken ein Kreuzstein aufgestellt, der ein rechteckiger Quader mit einem kunstlos eingemeißeltem Kreuz war. Da der Stein im Laufe der Zeit Schaden genommen hatte, ließ der hannoversche König Georg V. 1864 an der Stelle ein Denkmal errichten, das bis heute dort steht. Es trägt die Inschrift:.
Herzog Magnus Torqatus

fiel hier im Kampfe mit

Otto Graf von Schaumburg

am XXV Julius MCCCLXXIII.

Koenig Georg V.

liess dieses Denkmal

errichten MDCCCLXIV
In dem nach Plänen des Oberlandbaumeisters Christian Adolf Vogell im neugotischen Stil errichteten Denkmal ist der alte Kreuzstein oben gotisch zugespitzt als Mittelteil eingesetzt.